# Blade (Comic)
Blade, eigentlich Eric Brooks, ist der Name eines Comichelden und gleichnamiger Comicreihe des US-amerikanischen Verlages Marvel Comics.
Die Figur des Blade ist halb Vampir und halb Mensch und trat erstmals 1973 in dem Comic Tomb of Dracula #10 auf. 1975 und 1976 hatte er eigene Geschichten in der Reihe Marvel Preview. 1992 folgte ein Gastauftritt in Ghost Rider.
Ab 1994 bekam Blade schließlich seine eigene Comicserie.

## Figur
Blades Mutter wurde, während sie schwanger war, von dem Vampir Deacon Frost gebissen. Im Mutterleib wurde Blade jedoch nicht gänzlich in einen Vampir umgewandelt, weil seine im Sterben liegende Mutter ihn zuvor noch zur Welt brachte. So besitzt Blade die Stärken beider Wesenheiten, jedoch keine ihrer Schwächen. Allerdings verspürt Blade den Blutdurst eines Vampires, den er mit einem Heilserum zu unterdrücken vermag. Darüber hinaus altert er langsamer als ein Mensch.  Da ihm Tageslicht nicht schadet, wird er auch „Daywalker“ (deutsch etwa: „Taggänger“; „Tagwandler“) genannt.
Bei seinem Feldzug gegen Vampire, welche er als Mörder seiner Mutter betrachtet, kämpft er mit verschiedensten Waffen. In seiner ursprünglichen Comic-Inkarnation benutzte er als Hauptwaffe hölzerne Messer, später auch metallene Klingenwaffen (daher der Name „Blade“, zu Deutsch: „Klinge“). Er verbündete sich bei seinem Feldzug mit anderen professionellen Vampirjägern, darunter Quincy Harker und Rachel van Helsing, den Nachfahren von Draculas Feinden, die in Bram Stokers Roman beschrieben wurden; Frank Drake, einem menschlichen Nachkommen Draculas; Taj Nital, einem Inder, der seinen Sohn an einen Vampir verlor; und dem Detektiv Hannibal King, ebenfalls ein Opfer von Deacon Frost, der seinen Durst nach menschlichem Blut jedoch kontrollieren konnte.

## In anderen Medien
Die Figur und der Comic waren Grundlage für drei Verfilmungen Blade, Blade II und Blade: Trinity, in denen Blade von Wesley Snipes dargestellt wird. Snipes stellte die Rolle auch in Deadpool & Wolverine dar.
Im Jahr 2006 lief in den USA die Fernsehserie Blade: The Series, in welcher Blade von Rapper Kirk „Sticky Fingaz“ Jones verkörpert wird. Die Serie wurde nach lediglich einer Staffel wieder eingestellt. In Deutschland lief die Serie unter dem Titel Blade – Die Jagd geht weiter auf ProSieben.
Es gibt außerdem eine Blade-Anime-Serie von 2012 mit 12 Folgen zu je 23 Minuten.
Im Marvel Cinematic Universe wird der Superheld von Mahershala Ali verkörpert. So ist die Stimme des Schauspielers erstmals in der Post-Credit-Szene von Eternals zu hören; später soll die Figur auch in einem eigenen Blade-Film auftreten.